# Tour de Maurice
Le Tour de Maurice est une course cycliste par étapes disputée sur l'île Maurice. Créée en 1980, cette compétition est organisée par la Fédération mauricienne de cyclisme. Elle fait partie du calendrier de l'UCI Africa Tour depuis 2023 en catégorie 2.2.
L'édition 2006 est marquée par le succès final de Christopher Froome, qui court alors sous nationalité kényane,.

## Palmarès
| Année | Vainqueur                  | Deuxième           | Troisième           |
| ----- | -------------------------- | ------------------ | ------------------- |
| 1980  | Franck Grondin             |                    |                     |
| 1981  | José Flury                 |                    |                     |
| 1982  | Laurent Decrausaz          |                    |                     |
| 1983  | Jean-Claude Rakotamanana   |                    |                     |
| 1984  | Luçay Damour               |                    |                     |
| 1985  | non disputé                | non disputé        | non disputé         |
| 1986  | Jean-François Pothin       |                    |                     |
| 1987  | Éric Pitchen               |                    |                     |
| 1988  | Richard Baret              |                    |                     |
| 1989  | Yannick Foirest            |                    |                     |
| 1990  | Jannick Germain            |                    |                     |
| 1991  | Jean-Pierre Bourgeot       |                    |                     |
| 1992  | Jean-Pierre Bourgeot       |                    |                     |
| 1993  | Richard Baret              |                    |                     |
| 1994  | Jean-Philippe Rubens       |                    |                     |
| 1995  | Vincent Moreels            | Patrick Haberland  |                     |
| 1996  | Patrick Haberland          |                    |                     |
| 1997  | Richard Baret              |                    |                     |
| 1998  | Patrick Haberland          |                    |                     |
| 1999  | Jean-Pierre Bourgeot       |                    |                     |
| 2000  | Rudolf Wentzel             |                    |                     |
| 2001  | Sean Van Court             |                    |                     |
| 2002  | Richard Baret              | Jean-Marie Lebeau  | Sean Merridew       |
| 2003  | non disputé                | non disputé        | non disputé         |
| 2004  | Stéphane Lucilly           | Sean Merridew      | Samuel Bénard       |
| 2005  | Yannick Lincoln            | Christophe Lincoln | Richard Baret       |
| 2006  | Christopher Froome         | Alex Pavlov        | Yannick Lincoln     |
| 2007  | Yannick Lincoln            | Frédéric Géminiani | Jean-Denis Armand   |
| 2008  | Mickaël Malle              | Jaco Ferreira      | Yannick Lincoln     |
| 2009  | Sylvain Georges            | Yannick Lincoln    | Andrew MacLean      |
| 2010  | Andrew MacLean             | Yannick Lincoln    | Gabriel Combrinck   |
| 2011  | Yannick Lincoln            | Emmanuel Chamand   | Richard Baret       |
| 2012  | Yannick Lincoln            | Christophe Boyer   | Willie Smit         |
| 2013  | Yannick Lincoln            | Alan Gordon        | Adolph Krige        |
| 2014  | Yannick Lincoln            | James Tennent      | Ian Pienaar         |
| 2015  | Willie Smit                | Sylvain Georges    | James Tennent       |
| 2016  | James Tennent              | Christopher Lagane | Yousif Mirza        |
| 2017  | Olivier Le Court de Billot | Yannick Lincoln    | Guillaume Gaboriaud |
| 2018  | Gustav Basson              | Christopher Lagane | Gregory de Vink     |
| 2019  | Grégory Lagane             | Alexandre Mayer    | Christopher Lagane  |
| 2020  | Alexandre Mayer            | Dylan Redy         | Yannick Lincoln     |
| 2021  | Christopher Lagane         | Étienne Tortelier  | Alexandre Mayer     |
| 2022  | Christopher Lagane         | Maxime Jolly       | Alexandre Mayer     |
| 2023  | Archie Cross               | Christopher Lagane | Pirmin Eisenbarth   |
| 2024  | Piotr Brożyna              | Alexandre Mayer    | Andréas Miltiádis   |